# 1824 в Україні

## Особи

### Народились
- 30 січня, Лобода Віктор Васильович (1824—1889) — український письменник, етнограф, громадський і політичний діяч. Член Полтавської «Громади».
- 1 лютого, Галька Гнат Михайлович (1824—1903) — український галицький громадський діяч, москвофіл, священик УГКЦ, фольклорист, публіцист, посол до віденського парламенту й Галицького сойму.
- 10 червня, Лаврентій Жмурко (1824—1889) — польський математик, засновник так званої першої львівської математичної школи, винахідник.
- 30 червня, Концевич Олександр (1824—1894) — оперний співак (бас-баритон) та драматичний актор.
- 18 жовтня, Єгунов Олександр Миколайович (1824—1897) — російський економіст і статистик.
- 5 листопада, Щоголів Яків Іванович (1824—1898) — український поет, представник українського романтизму.
- Ейсман Густав Іванович (1824—1884) — київський домовласник, професор Київського університету св. Володимира, дійсний статський радник, київський міський голова в 1872—1873 та 1879—1884 роках.
- Ігнатій Франчук (1824—1874) — один із 13 пратулинських мучеників.
- Незабитовський Василь Андрійович (1824—1883) — український вчений, юрист, спеціаліст у галузі міжнародного права, доктор наук.
- Свідзинський Михайло (1824—1857) — політичний діяч.
- Султанський Ісаак Мордехайович (1824—1899) — старший газзан і вчитель-меламед, караїмський проповідник, співець-мітпаллель, вчений і педагог.

### Померли
- 10 березня, Долинський Лука (1745—1824) — український живописець, портретист, іконописець та монументаліст.
- 14 вересня, Серапіон (Александровський) (1747—1824) — єпископ Дмитровський, вікарій Московської єпархії МПЦ; згодом митрополит Київський і Галицький синодальної Московської православної церкви (1804—1822).
- 20 вересня, Йосиф Ільницький (1759—1824) — український церковний діяч, архімандрит Полтавського Хрестовоздвиженського монастиря, ректор Полтавського духовного училища.
- 16 грудня, Ян Махан (1762—1824) — чеський професор акушерства, спеціальної патології та хірургії.
- 23 грудня, Рейт Бернгард Осипович (1770—1824) — німецький і російський історик.
- Юліян Антонович (1750—1824) — руський греко-католицький церковний діяч польського походження, священик-василіянин, педагог, поет, перекладач, проповідник і композитор.

## Засновані, створені
- Монастир Успіння Пресвятої Богородиці (Одеса)
- Вознесенська церква (Миронівка)
- Церква святих Кузьми та Дем'яна (Корчин)
- Церква святого архістратига Михаїла (Литячі)
- Ангелінівка
- Бринівка
- Бурдівка
- Веселе (Роздільнянський район)
- Вільне (Розівський район)
- Дружба (Роздільнянський район)
- Зелене (Білгород-Дністровський район)
- Казенносільськ
- Кузнецівка
- Поташенкове
- Чистоводне
- Шеметове (Роздільнянський район)
- Широке (Роздільнянський район)
- Яковлівка (Роздільнянський район)

## Видання, твори
- Український журнал (1824—1825) (Харків)